# Indian Summer – The Secret History of the End of an Empire
Indian Summer ist das erste Buch der britischen Historikerin Alex von Tunzelmann aus dem Jahr 2007.

## Inhalt
In ihrem Sachbuch behandelt von Tunzelmann die Erlangung der Unabhängigkeit und Teilung von Indien und Pakistan unter Betrachtung der Lebensgeschichten von Louis und Edwina Mountbatten sowie der von Indiens erstem Premierminister Jawaharlal Nehru. Sie stützt sich dabei auf Dokumente und private Tagebuchaufzeichnungen der Protagonisten.

## Verfilmung
Für 2011 ist die Verfilmung von Indian Summer unter der Regie von Joe Wright und mit Cate Blanchett als Lady Mountbatten geplant.